# American Car Company

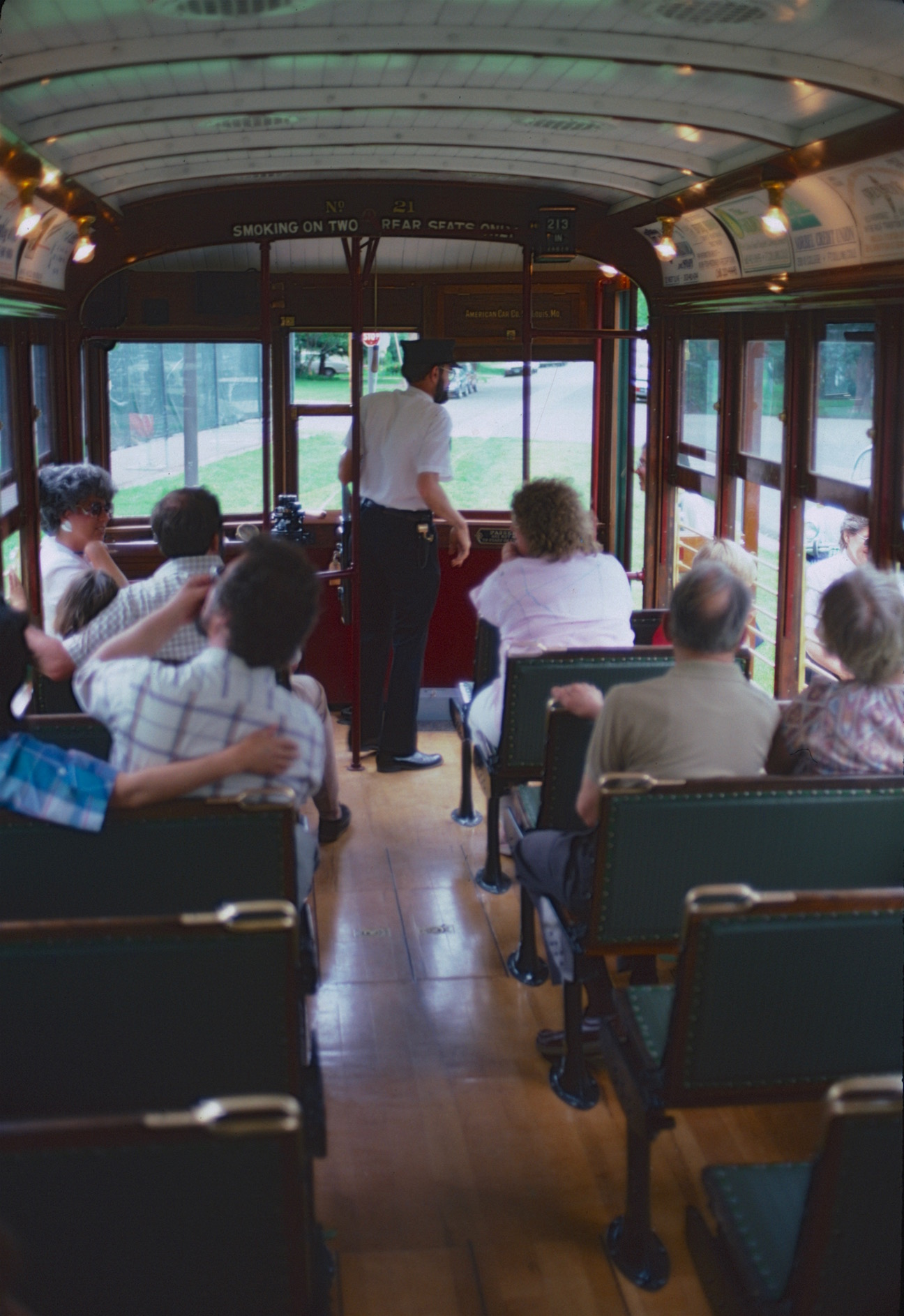
Interiör, Fort Collins-spårvagn nr 21

American Car Company var en amerikansk spårvagnstillverkare, som hade sitt säte i St. Louis i Missouri. Det var en av USA:s största spårvagnstillverkare i början av 1900-talet. 

## Bakgrund
Företaget grundades 1891 av William Sutton och Emil Alexander, vilka tidigare hade grundat Laclede Car Company 1883, också i St. Louis.  Ursprungligen hade de skaffat sig erfarenhet av att göra spårvagnar vid hästspårvagnstillverkaren Brownell Car Company i St. Louis.
American Car Company tillverkade elektriska spårvagnar. Företaget köptes av i Philadelphiaföretaget J.G. Brill Company 1902. Brill fortsatte dock att driva American Car Co. under sitt eget namn fram till 1931. då det reorganiserades som J.G. Brill of Missouri.
År 1915 byggde American Car Co. prototypen till en spårvagn av så kallad Birney-typ, en ny och lättare konstruktion som lanserade som "Safety Car". Företaget tillverkade under kommande år fler Birney-spårvagnar än någon annat företag. Bland andra Fort Collins Municipal Railway i Colorado och Fort Smith Trolley Museum i Arkansas har bevarade sådana Birney-spårvagnar i drift.  
I samband med den stora depressionen fick American Car Co. stora ekonomiska problem. Det reorganiserades 1931 som J.G. Brill of Missouri, men lades fyra månader därefter.